# Saint-Barthélemy, Manche

Saint-Barthélemy este o comună în departamentul Manche, Franța. În 2009 avea o populație de 355 de locuitori.